# مهدی صفویان
مهدی صفویان(۱۳۰۳ شیراز-) سیاست مدار و وزیر کار در دولت جمشید آموزگار بود.
مهدی صفویان فرزند محمد صفویان متولد ۱۳۰۳ در شیراز بود. او با اتمام تحصیلات دوران متوسط وارد وارد دانشکده حقوق دانشگاه تهران و تا مقطع دکترای علوم سیاسی تحصیل کرد.
صفویان فعالیت هار اداری خود را در بانک صنعتی و معدنی وابسته به سازمان برنامه شروه و سپس به سازمان برنامه و بودجه منتقل شد. او مسئولیتهای مختلفی مانند رئیس دفتر بودجه سازمان برنامه، مدیرکل اداری سازمان بیمه‌های اجتماعی کارگران، معاونت سازمان برنامه و بودجه را برعهده داشت. در ۲ مرداد ۱۳۵۷ که دولت جمشید آموزگار ترمیم شد وی به عنوان وزیر راه منصوب شده و با سقوط دولت در ۵ شهریور دوران فعالیت‌های اداری وی نیز پایان یافت.